# (464324) 2016 AS108
(464324) 2016 AS108 es un asteroide perteneciente al cinturón de asteroides, descubierto el 28 de agosto de 2005 por el equipo Spacewatch desde el Observatorio Nacional de Kitt Peak (Arizona, Estados Unidos).